# Kovk, Hrastnik
Kovk je naselje v Občini Hrastnik. Kovk leži na planoti ki se razteza nad dolino Save od Kopitnika (914 m) do vrha Kovka 659 m. Kraj sestavljajo zaselki Mačkovec, Kupča  Vas, Jesenovec, zavrate  in vas Kovk. Prebivalci se večinoma ukvarjajo s kmetijstvom.